# دیورتلک
دیورتِلِک (به مجاری:  Győrtelek) یک منطقهٔ مسکونی در مجارستان است که در ناحیه ماته‌سالکا واقع شده‌است. دیورتلک ۱۴٫۷۸ کیلومتر مربع مساحت و ۱٬۶۱۵ نفر جمعیت دارد.